# Pietro D'Achiardi
Pietro D’Achiardi (Pisa, 28 ottobre 1879 – Roma, 18 dicembre 1940) è stato uno storico dell'arte, critico d'arte, pittore e museologo italiano.

## Biografia
Era figlio del mineralogista Antonio e di Marianna Camici. Sin da giovane fu attratto dal disegno e dell'arte. Nel 1901 conseguì la laurea in Lettere, presso la Facoltà di Magistero della sua città natale. In questo periodo dipinse, con la difficile tecnica della tempera, paesaggi e marine.
Si trasferì a Roma nel 1903 per frequentare il corso di perfezionamento in Storia dell'Arte medievale e moderna; nel 1906 ottenne il diploma, discutendo una tesi riguardante Sebastiano del Piombo.
Divenne celebre per i suoi paesaggi (marine, boschi, giardini, etc.), gli interni di chiese e i ritratti.
Essendo molto religioso, fu attivo nell'arte sacra eseguendo opere per chiese, santuari, conventi e monasteri, soprattutto preparando bozzetti per mosaici.
Piero D'Achiardi si espresse con le tecniche del mosaico, dell'olio, della tempera e dell'acquarello e dell'incisione.
Nel 1908 ricevette l'incarico da Pio X di riorganizzare l'allestimento della celebre Pinacoteca Vaticana nella nuova sede, nell'ala del fabbricato posto sul lato ovest del cortile del Belvedere, al di sotto della Biblioteca Vaticana; riuscì a riunire i quadri conservati in raccolte diverse dei Sacri Palazzi e in luoghi inaccessibili al pubblico. La nuova esposizione della Pinacoteca Vaticana fu inaugurata da Pio X il 28 marzo 1909.
Nello stesso anno divenne ispettore della Galleria Borghese e fu nominato professore dell'Accademia di Belle Arti di Roma, poi presso la Facoltà di Architettura della medesima città.
Tra il 1922 e il 1924 lavorò a Gerusalemme per la Chiesa del Getsemani (o delle nazioni): sempre in Terrasanta eseguì la Via Crucis del santuario delle Beatitudini, prospiciente il lago di Tiberiade presso Cafarnao; realizzò i cartoni per i mosaici della cappella del Calvario nel Santo Sepolcro e quelli per la lunetta sopra l'altare nella cripta della basilica della Visitazione ad Ain-Karen (Ein Karem) presso Gerusalemme.
Fra il 1926 e il 1929 a Roma realizzò opere di committenza privata e pubblica (restauro e realizzazione di alcuni mosaici a Palazzo Venezia).
Nell'ultimo decennio di vita lavorò soprattutto per committenze religiose. Realizzò inoltre una Via Crucis per la chiesa di S. Filippo Neri a Chicago e i cartoni per i mosaici del sepolcro di Pio XI, nelle Grotte Vaticane.

## Opere nei musei
- Casa Museo Pepi di Crespina (PI) con le tempere: Lungomare di Castiglioncello (1938) e Paesaggio.
- Museo d'arte di Avellino con l'olio Paesaggio di Lorenzana con calesse (1937).
- Museo Nazionale di Palazzo Venezia di Roma con il mosaico raffigurante il Ratto d'Europa e soggetti marini.
- Smithsonian American Art Museum di Washington con l'acquaforte La Via del Pardiso.

## Principali pubblicazioni
- Sebastiano del Piombo: monografia storico-artistica. Roma 1908 (con prefazione di A. Venturi).
- Les dessins de D. Fr. Goya y Lucientes au Musée du Prado à Madrid. Roma 1908.
- La collezione Messinger. Roma 1910.
- Guida della Pinacoteca Vaticana. Roma 1913.
- La Nuova Pinacoteca Vaticana. Bergamo 1914.

## Riconoscimenti
Per i suoi meriti fu insignito del titolo di accademico di San Luca e di quello dei Virtuosi al Pantheon.